# Clarkes
Clarkes az Amerikai Egyesült Államok Oregon államának Clackamas megyéjében elhelyezkedő önkormányzat nélküli település.
A posta 1889 és 1904 között működött.